# When Tomorrow Comes
When Tomorrow Comes (bra: Noite de Pecado; prt: Quando o Outro Dia Chegou) é um filme norte-americano de 1939, do gênero drama romântico, dirigido por John M. Stahl e estrelado por Irene Dunne e Charles Boyer.